# TT Assen 1953

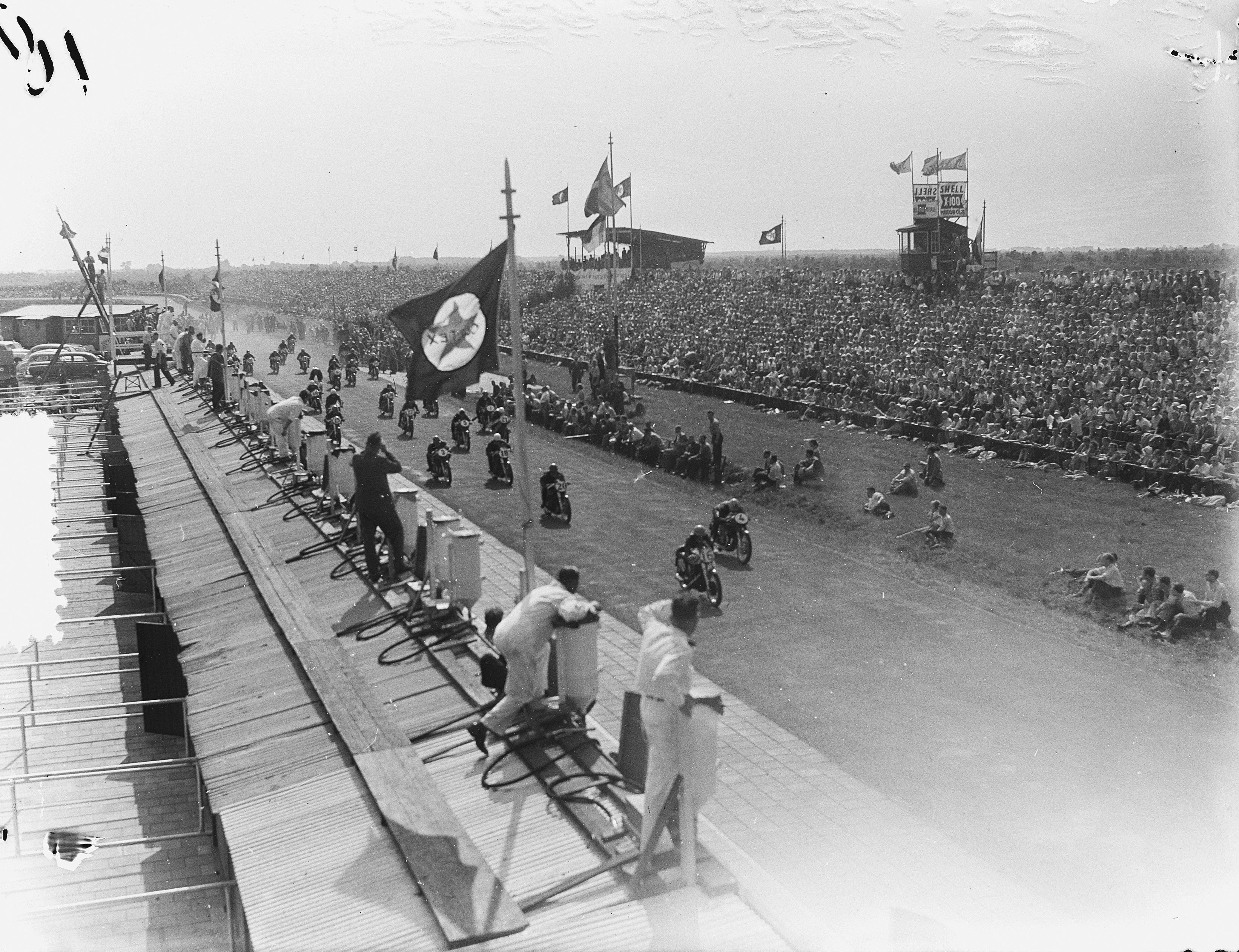
De start van de 500cc.

De TT Assen 1953 was de tweede Grand Prix van het wereldkampioenschap wegrace-seizoen 1953. De races werden verreden op zaterdag 27 juni op Circuit van Drenthe vlak bij Assen. In deze Grand Prix bracht men vier klassen aan de start: 500 cc, 350 cc, 250 cc en 125 cc.

## Algemeen
Na zijn val in de TT van Man won Geoff Duke nu wel de 500cc-race met zijn Gilera 500 4C. Enrico Lorenzetti won de eerste 350cc-race voor Moto Guzzi, met de Monocilindrica 350, die zich nog in het ontwikkelingsstadium bevond en niet meer was dan een 317cc-Moto Guzzi Gambalunghino. Werner Haas legde de basis voor twee wereldtitels door zowel de 125cc- als de 250cc-klasse te winnen. Er waren twaalf podiumplaatsen te vergeven, die werden verdeeld onder slechts zes coureurs: 1x Geoff duke en Enrico Lorenzetti, 2x Werner Haas, Fergus Anderson en Ken Kavanagh en 3x Reg Armstrong. 

## 500cc-klasse
Geoff Duke profiteerde optimaal van het lange stratencircuit in Drenthe. Op korte circuits waren de Nortons nog steeds moeilijk te verslaan, maar in Assen werden Duke en teamgenoot Reg Armstrong met hun Gilera viercilinders eerste en tweede, voor Ken Kavanagh met de Norton Manx. Bill Doran trad weer aan met de AJS E95 "Porcupine", maar werd op ruim negen minuten gereden, wat op het oude Circuit van Drenthe nog net geen ronde was. Fergus Anderson en Enrico Lorenzetti konden met de nieuwe Moto Guzzi Quattro Cilindri geen indruk maken: ze vielen allebei uit. Walter Zeller werd met de BMW RS 53 weliswaar zevende, maar met een ronde achterstand. BMW nam het WK dan ook niet zo serieus: de RS 53 was bedoeld als productieracer. MV Agusta was afwezig in de 500cc-klasse: het had zich na de dood van Les Graham teruggetrokken. De 500cc-race was overigens een slijtageslag: van de 41 starters haalden slechts 13 de finish. Onder de uitvallers waren grote namen, naast Anderson en Lorenzetti ook de Gilera-rijders Dickie Dale, Alfredo Milani en Umberto Masetti, de AJS-rijder Rod Coleman en Ray Amm, die met zijn Norton de snelste ronde had gereden. 
| Pos | Coureur          | Merk      | Tijd      | Punten |
| --- | ---------------- | --------- | --------- | ------ |
| 1   | Geoff Duke       | Gilera    | 1:38"23'3 | 8      |
| 2   | Reg Armstrong    | Gilera    | +47'1     | 6      |
| 3   | Ken Kavanagh     | Norton    | +55'8     | 4      |
| 4   | Giuseppe Colnago | Gilera    | +2"14'4   | 3      |
| 5   | Jack Brett       | Norton    | +3"36'1   | 2      |
| 6   | Bill Doran       | AJS       | +9"26'6   | 1      |
| 7   | Walter Zeller    | BMW       | +1 ronde  |        |
| 8   | Piet Bakker      | Norton    | +1 ronde  |        |
| 9   | Raymond Laurent  | Norton    | +1 ronde  |        |
| 10  | Geoffrey Read    | Norton    | +1 ronde  |        |
| 11  | Keith Bryen      | Norton    | +2 ronden |        |
| 12  | Priem Rozenberg  | Matchless | +2 ronden |        |
| 13  | Lo Simons        | Matchless | +3 ronden |        |

| Coureur             | Merk      | Oorzaak    |
| ------------------- | --------- | ---------- |
| Hermann Paul Müller | MV Agusta | Teambeleid |
| Cecil Sandford      | MV Agusta | Teambeleid |
| Derek Farrant       | AJS       |            |
| Peter Davey         | Norton    |            |
| Tommy Wood          | Norton    |            |
| Carlo Bandirola     | MV Agusta | Teambeleid |
| Libero Liberati     | Gilera    | Teambeleid |
| Nello Pagani        | Gilera    | Teambeleid |

| Coureur             | Merk       |
| ------------------- | ---------- |
| Ernie Ring          | Matchless  |
| George Scott        | AJS        |
| Keith Campbell      | Norton     |
| Tony McAlpine       | Norton     |
| Friedel Schön       | Horex      |
| Rudolf Knees        | Norton     |
| Arthur Wheeler      | Matchless  |
| Charles Bruguiere   | Norton     |
| Dickie Dale         | Gilera     |
| Fergus Anderson     | Moto Guzzi |
| George Morgan       | Norton     |
| Harold Clark        | Matchless  |
| Humphrey Ranson     | Norton     |
| Robin Sherry        | AJS        |
| Simon Sandys-Winsch | Norton     |
| Robert Matthews     | Norton     |
| Alfredo Milani      | Gilera     |
| Enrico Lorenzetti   | Moto Guzzi |
| Umberto Masetti     | Gilera     |
| Rally Dean          | Norton     |
| Zacky Dean          | Norton     |
| Henk Steman         | Matchless  |
| Barrie Stormont     | Norton     |
| Ken Mudford         | Norton     |
| Leo Simpson         | Matchless  |
| Peter Murphy        | Matchless  |
| Rod Coleman         | AJS        |
| Ray Amm             | Norton     |

### Top negen tussenstand 500cc-klasse
(Slechts negen coureurs hadden al punten gescoord)
| Pos | Coureur          | Merk   | Ptn |
| --- | ---------------- | ------ | --- |
| 1   | Reg Armstrong    | Gilera | 10  |
| 2   | Geoff Duke       | Gilera | 8   |
| 2   | Ray Amm          | Norton | 8   |
| 2   | Jack Brett       | Norton | 8   |
| 5   | Ken Kavanagh     | Norton | 4   |
| 6   | Giuseppe Colnago | Gilera | 3   |
| 6   | Rod Coleman      | AJS    | 3   |
| 6   | Bill Doran       | AJS    | 3   |
| 9   | Peter Davey      | Norton | 1   |

## 350cc-klasse
Enrico Lorenzetti was niet aan de start gekomen in de TT van Man, waar Fergus Anderson met de nieuwe Monocilindrica 350 op bijna drie minuten was gereden. In Assen versloeg Lorenzetti de Britse Norton Manx en AJS 7R voor het eerst: hij won voor Ray Amm en Ken Kavanagh. 
| Pos | Coureur           | Merk       | Tijd | Punten |
| --- | ----------------- | ---------- | ---- | ------ |
| 1   | Enrico Lorenzetti | Moto Guzzi |      | 8      |
| 2   | Ray Amm           | Norton     |      | 6      |
| 3   | Ken Kavanagh      | Norton     |      | 4      |
| 4   | Jack Brett        | Norton     |      | 3      |
| 5   | Ernie Ring        | AJS        |      | 2      |
| 6   | Bill Doran        | AJS        |      | 1      |

| Coureur         | Merk       |
| --------------- | ---------- |
| Fergus Anderson | Moto Guzzi |

| Coureur           | Merk       |
| ----------------- | ---------- |
| Tony McAlpine     | Norton     |
| Josef Albisser    | Norton     |
| August Hobl       | DKW        |
| Karl Hofman       | DKW        |
| Pierre Monneret   | AJS        |
| Bob McIntyre      | AJS        |
| Derek Farrant     | AJS        |
| Harry Pearce      | Velocette  |
| Ken Harwood       | AJS        |
| Malcolm Templeton | AJS        |
| Tommy Wood        | Norton     |
| Duilio Agostini   | Moto Guzzi |
| Ken Mudford       | Norton     |
| Leo Simpson       | AJS        |
| Ray Laurent       | AJS        |
| Rod Coleman       | AJS        |

### Top acht tussenstand 350cc-klasse
(Slechts acht coureurs hadden al punten gescoord)
| Pos | Coureur           | Merk       | Ptn |
| --- | ----------------- | ---------- | --- |
| 1   | Ray Amm           | Norton     | 14  |
| 2   | Ken Kavanagh      | Norton     | 10  |
| 3   | Enrico Lorenzetti | Moto Guzzi | 8   |
| 4   | Jack Brett        | Norton     | 6   |
| 5   | Fergus Anderson   | Moto Guzzi | 4   |
| 6   | Bill Doran        | AJS        | 3   |
| 7   | Ernie Ring        | AJS        | 2   |
| 8   | Derek Farrant     | AJS        | 1   |

## 250cc-klasse

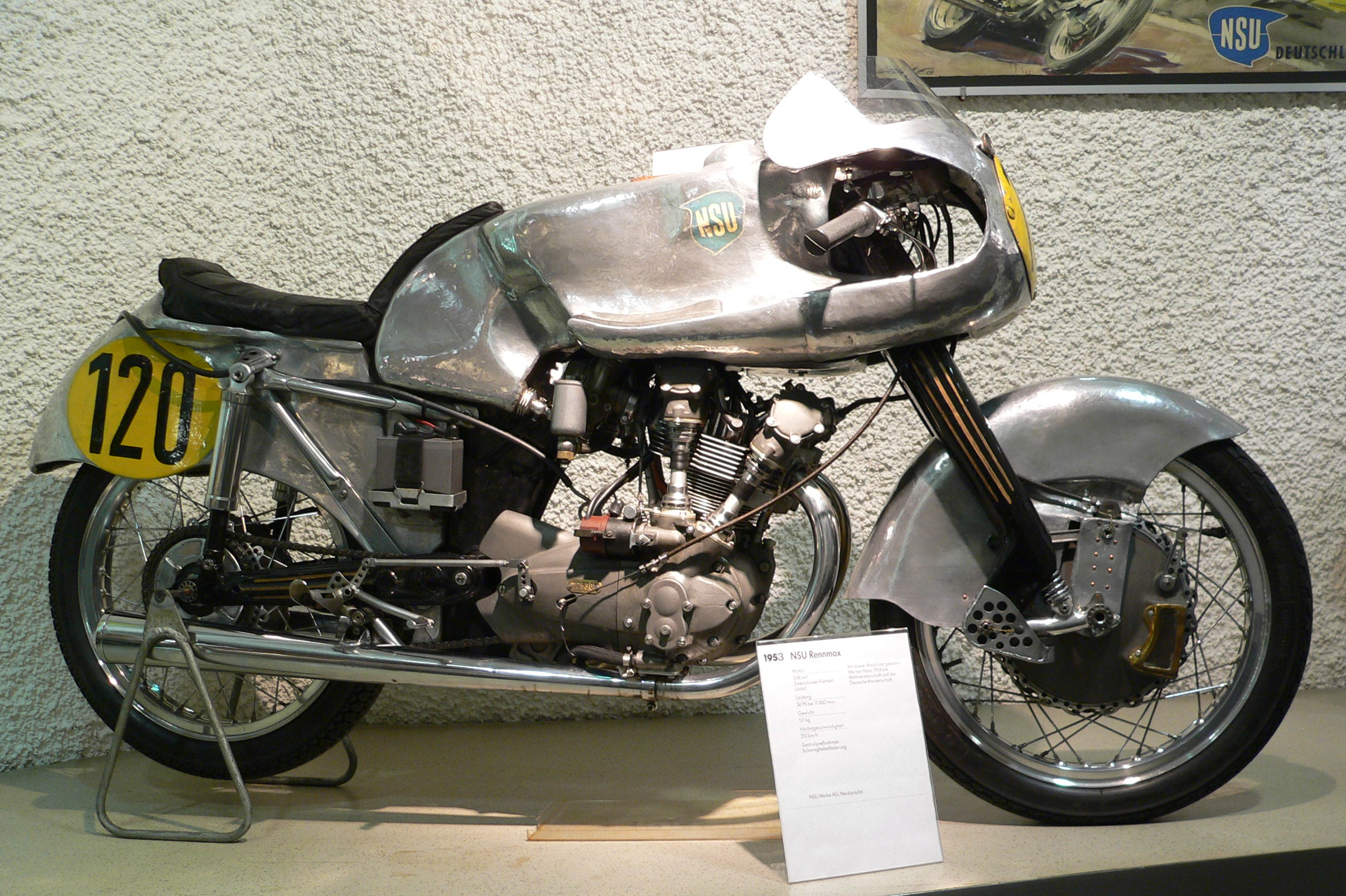
NSU zette met de Rennmax een bijzondere racer neer, met veel aluminium en voor elke cilinder een koningsas voor de nokkenasaandrijving.

Werner Haas was met de NSU Rennmax in de TT van Man weliswaar tweede geworden achter Fergus Anderson met de Moto Guzzi Bialbero 250, maar nu versloeg hij Anderson. Reg Armstrong werd met zijn NSU derde. 
| Pos | Coureur           | Merk       | Tijd | Punten |
| --- | ----------------- | ---------- | ---- | ------ |
| 1   | Werner Haas       | NSU        |      | 8      |
| 2   | Fergus Anderson   | Moto Guzzi |      | 6      |
| 3   | Reg Armstrong     | NSU        |      | 4      |
| 4   | Enrico Lorenzetti | Moto Guzzi |      | 3      |
| 5   | Siegfried Wünsche | DKW        |      | 2      |
| 6   | August Hobl       | DKW        |      | 1      |

| Coureur         | Merk       |
| --------------- | ---------- |
| Rupert Hollaus  | Moto Guzzi |
| Ken Kavanagh    | Moto Guzzi |
| Sid Willis      | Velocette  |
| Otto Daiker     | NSU        |
| Walter Reichert | NSU        |
| Wolfgang Brand  | NSU        |
| Arthur Wheeler  | Moto Guzzi |
| Tommy Wood      | Moto Guzzi |
| Alano Montanari | Moto Guzzi |
| Umberto Masetti | NSU        |

### Top negen tussenstand 250cc-klasse
(Slechts negen coureurs hadden al punten gescoord)
| Pos | Coureur           | Merk       | Ptn |
| --- | ----------------- | ---------- | --- |
| 1   | Fergus Anderson   | Moto Guzzi | 14  |
| 1   | Werner Haas       | NSU        | 14  |
| 3   | Siegfried Wünsche | DKW        | 6   |
| 4   | Reg Armstrong     | NSU        | 4   |
| 5   | Enrico Lorenzetti | Moto Guzzi | 3   |
| 5   | Arthur Wheeler    | Moto Guzzi | 3   |
| 7   | Sid Willis        | Velocette  | 2   |
| 8   | August Hobl       | DKW        | 1   |
| 8   | Tommy Wood        | Moto Guzzi | 1   |

## 125cc-klasse

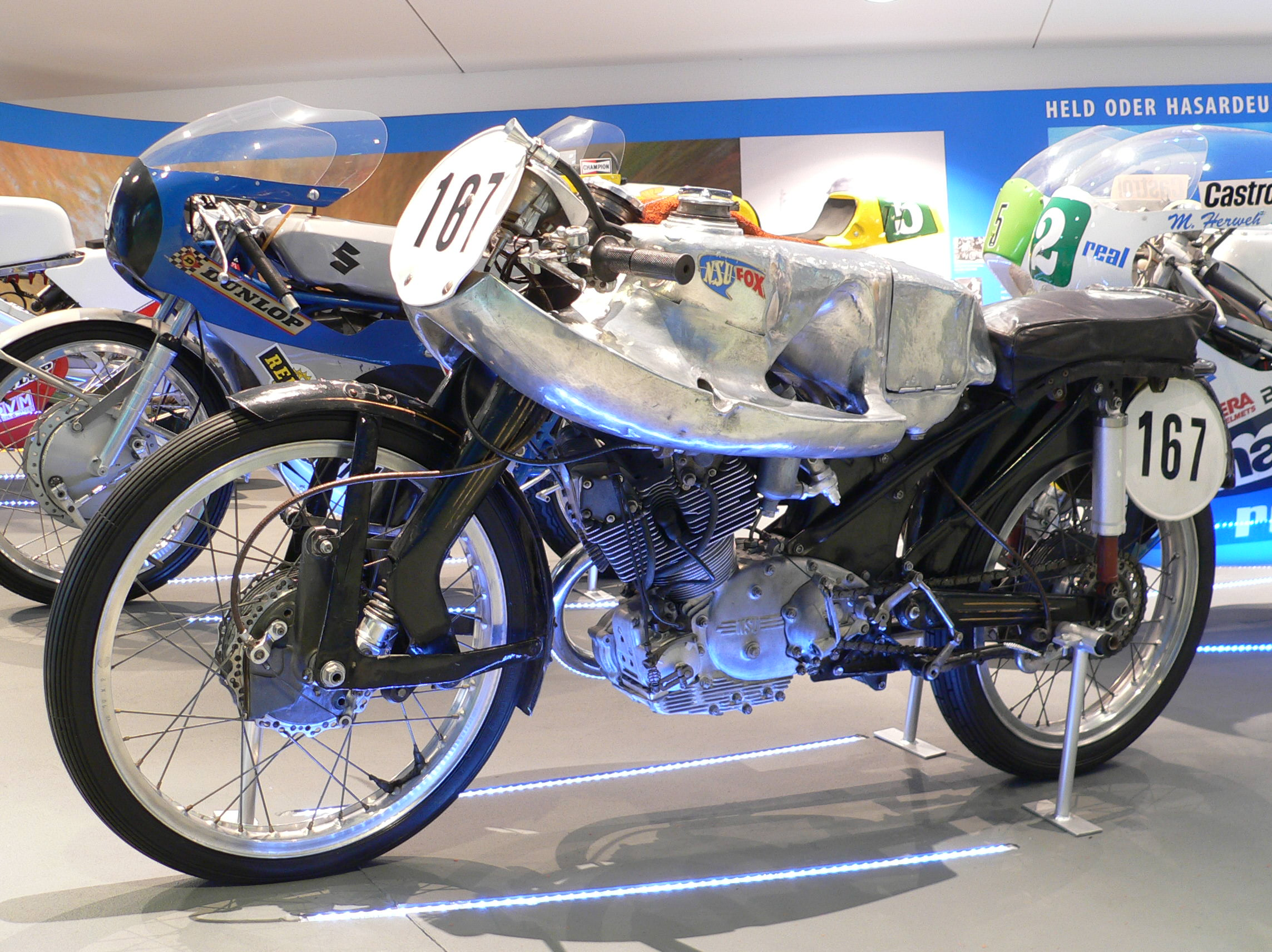
NSU Rennfox uit 1953

Hoewel MV Agusta zich na het overlijden van Les Graham uit de 500cc-klasse had teruggetrokken, zette het wel een tamelijk volledig team in in de 125cc-klasse. Carlo Ubbiali en Cecil Sandford waren met hun MV Agusta 125 Bialbero's echter niet snel genoeg voor de NSU Rennfox van Werner Haas. 
| Pos | Coureur        | Merk      | Tijd | Punten |
| --- | -------------- | --------- | ---- | ------ |
| 1   | Werner Haas    | NSU       |      | 8      |
| 2   | Carlo Ubbiali  | MV Agusta |      | 6      |
| 3   | Cecil Sandford | MV Agusta |      | 4      |
| 4   | Luigi Zinzani  | Morini    |      | 3      |
| 5   | Drikus Veer    | Morini    |      | 2      |
| 6   | Bill Webster   | MV Agusta |      | 1      |

| Coureur        | Merk      | Oorzaak   |
| -------------- | --------- | --------- |
| Les Graham (†) | MV Agusta | Overleden |

| Coureur          | Merk      |
| ---------------- | --------- |
| Rupert Hollaus   | NSU       |
| Georg Braun      | Mondial   |
| Karl Lottes      | MV Agusta |
| Otto Daiker      | NSU       |
| Walter Reichert  | NSU       |
| Wolfgang Brand   | NSU       |
| Marcello Cama    | Montesa   |
| Arnold Jones     | MV Agusta |
| Fron Purslow     | MV Agusta |
| Reg Armstrong    | NSU       |
| Angelo Copeta    | MV Agusta |
| Emilio Mendogni  | Morini    |
| Paolo Campanelli | MV Agusta |
| Tito Forconi     | MV Agusta |
| Lo Simons        | Mondial   |

### Top negen tussenstand 125cc-klasse
(Slechts negen coureurs hadden al punten gescoord)
| Pos | Coureur        | Merk      | Ptn |
| --- | -------------- | --------- | --- |
| 1   | Werner Haas    | NSU       | 14  |
| 2   | Cecil Sandford | MV Agusta | 8   |
| 2   | Les Graham (†) | MV Agusta | 8   |
| 4   | Carlo Ubbiali  | MV Agusta | 6   |
| 5   | Angelo Copeta  | MV Agusta | 3   |
| 5   | Luigi Zinzani  | Morini    | 3   |
| 7   | Arnold Jones   | MV Agusta | 2   |
| 7   | Drikus Veer    | Morini    | 2   |
| 7   | Bill Webster   | MV Agusta | 2   |